# Варсис Эдесский
Варси́с Эдесский (греч. Βαρσῆς, Барса, Варса, Варс; ум. 378) — епископ города Эдесса, христианский святой, почитается в лике святителей. В Сиро-яковитской церкви память совершается 12 января, в Православной церкви 25 августа и 15 октября, в Католической церкви 30 января.

## Жизнеописание
До 361 года Варсис был епископом Харрана, потом занял Эдесскую кафедру. По сообщению Созомена он был лишь титулярным епископом «ради чести и как бы в вознаграждение за жизнь» рукоположенным для собственного монастыря. Вероятно он, как и Евлогий Эдесский, вначале получил епископский сан, а затем только стал управляющим кафедрой. Согласно Эдесской хронике в 370 году при участии Варсиса был построен большой баптистерий в Эдессе.
В период арианских споров Варсис отстаивал никейское вероисповедание. По словам Феодорита он был известен не только в Эдессе, но и «в Финикии, и в Египте, и Фиваиде, потому что со светильником своей добродетели он обошел все эти области». По этой причине в сентябре 373 года императором Валентом он был сослан на остров Арад. На острове он прославился как человек исполненный апостольской благодати, словом исцелявший болезни. По словам Феодорита на Араде «сохраняется его ложе и пользуется там величайшим уважением, ибо многие из недужных, будучи возлагаемы на него, получают по вере здоровье». Из-за того, что к нему начали стекаться толпы народа Валент сослал Варсиса в Оксиринх (Египет), а затем в пограничную крепость Фенон. Скончался в ссылке в 378 году.
Варсис состоял в переписке с Василием Великим, сохранилось два письма Василия к Варсису.